# Ex ospedale psichiatrico di San Niccolò
L'ex ospedale psichiatrico di San Niccolò, già monastero di San Niccolò e chiamato oggi anche palazzo San Niccolò, è un edificio storico di Siena situato nei pressi di Porta Romana.

## Storia

### Monastero dal 1300 al 1810
Il monastero di San Niccolò, situato nel Terzo di San Martino, fu fondato per volontà di Niccolaccio Petroni che lo dotò di rendite (o, secondo altre fonti, da Francesco di Niccolaccio Petroni) con legato testamentario datato aprile 1336. Le suore vi vivevano sotto la regola di Santa Chiara e il monastero tra i suoi possedimenti poteva vantare molti poderi. Nel 1783 gli fu unito il monastero di San Lorenzo, fuori le mura, che venne soppresso. Nel 1810 toccò la stessa sorte al monastero di San Niccolò che venne a sua volta soppresso e ceduto in proprietà alla Compagnia dei disciplinati fondata da San Bernardino da Siena, divenuta in seguito Società di Esecutori di Pie Disposizioni.

### Ospedale dal 1818 al 1999

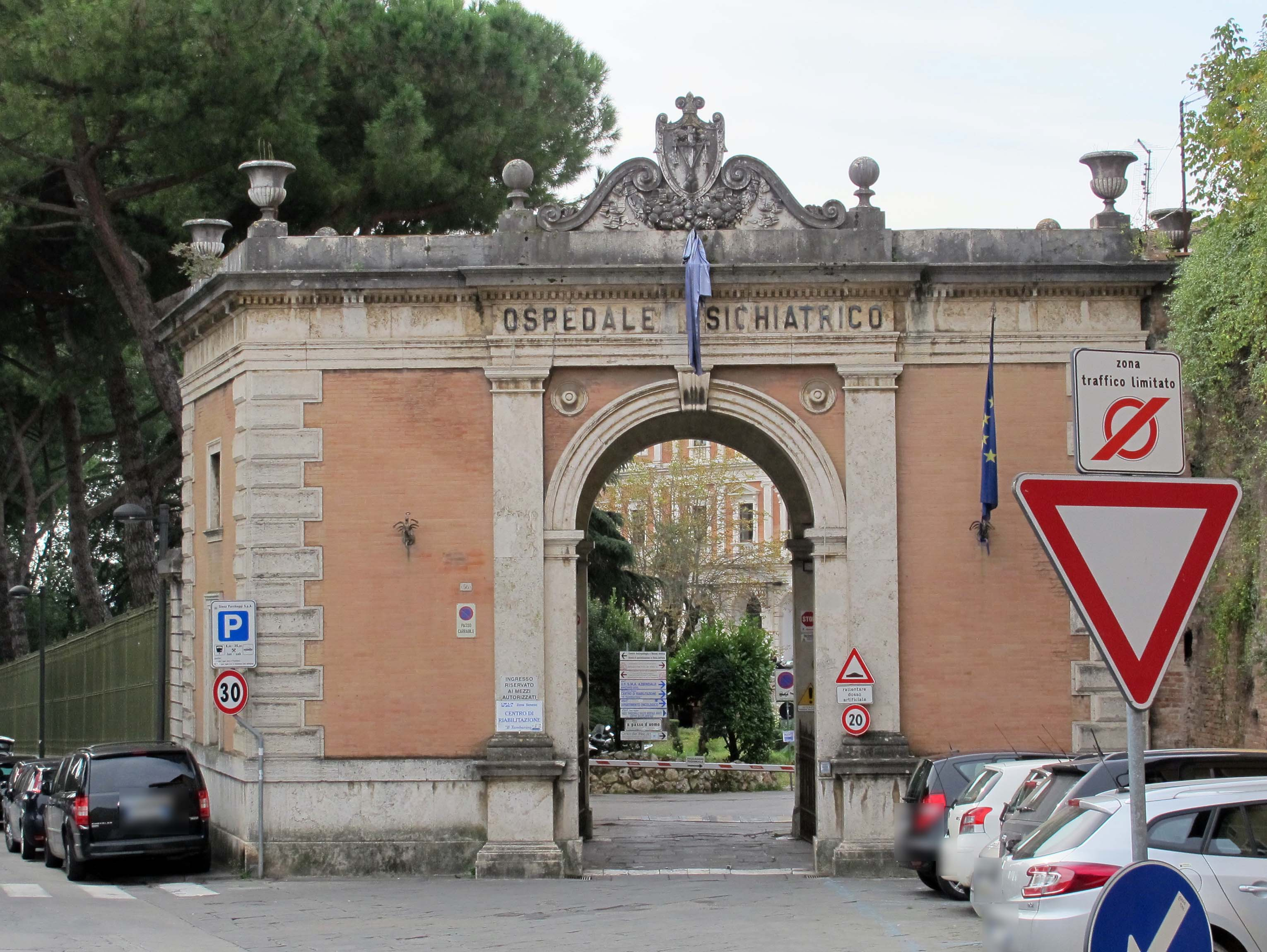
L'ingresso

Il monastero di San Niccolò fu così destinato a ospitare, a partire dal 1818, un ospedale psichiatrico che sostituì la cosiddetta Casa dei Matti di via San Marco fondata nel 1762 e gestita sotto la sovrintendenza dell'Ospedale di Santa Maria della Scala.
Primo direttore della struttura fu Giuseppe Lodoli, professore di Medicina Pratica e Clinica all'Università di Siena, che si distinse per nuove metodologie terapeutiche, in contrasto con i criteri repressivi in voga fino a quegli anni.
Sotto la gestione dello psichiatra pratese Carlo Livi, che fu direttore della struttura dal 1858 al 1873, venne edificata una nuova struttura sanitaria tra il 1870 e il 1890 su progetto dell'architetto romano Francesco Azzurri, in sostituzione dei locali del monastero.
L'arco di ingresso, arricchito con decori in cotto e travertino, si apre sul cortile principale dello stabile, dove si affaccia l'ospedale di forma rettangolare e simmetrica, avvolta attorno a due corti interne e una cappella centrale. La facciata è distribuita su due ordini di finestre dotate di spesse cornici marcapiano ed è divisa verticalmente da due avancorpi, mentre la parte centrale viene meglio definita con un ricco vertice a campanella e orologio.
L'atrio interno, diviso da tre arcate a tutto sesto poggiate su colonne, conduce alla cappella, mentre, gran parte dell'edificio risulta oggi ristrutturato e adibito all'insegnamento accademico.
All'interno di San Niccolò, esteso su una superficie di 15 ettari, è presente il Padiglione Conolly, unico esempio in Italia, oltre al carcere di S. Stefano nell'isola di Ventotene. Il Padiglione Conolly - dal nome dello psichiatra inglese John Conolly, fautore di terapie psichiche prive di metodi violenti, anche se è paradossale che il suo nome sia stato assegnato proprio al padiglione di “massima sicurezza” – era destinato all'isolamento dei cosiddetti “clamorosi”, cioè coloro che venivano considerati i malati di più difficile gestione. Costruito anch'esso da Azzurri, entrò in funzione nel 1876. Rappresenta uno dei rarissimi esempi italiani di panopticon – l’unico a fini sanitari ancora esistenti - permetteva agli organismi di controllo di monitorare costantemente tutti gli ospiti della struttura e al contempo gli "ospiti", ognuno disponeva di una propria cella, potevano uscire e godere dell'aria aperta. Tutto ciò però ebbe vita breve ed anzi durante il fascismo, come è testimoniato da scritte trovate sui muri delle celle, funzionò come carcere per i dissidenti. Con la chiusura dei manicomi, il Conolly versa in grave degrado anche se a partire dal 2018, anche grazie al FAI, che l'ha inserito nei luoghi del cuore, si è iniziato un lento recupero. Negli anni '90 del XX secolo è stato utilizzato dalla facoltà di Ingegneria dell'Università di Siena.

### Da ospedale a sede universitaria
Nell'ex Ospedale psichiatrico infatti sono presenti aule e laboratori utilizzati dall'ateneo dell'Università degli Studi di Siena per i dipartimenti di Ingegneria dell'Informazione e scienze matematiche, Filologia e Critica delle Letterature antiche e moderne, Scienze sociali politiche e cognitive. 
Nella valle sottostante, l'ex lavanderia dell'ospedale psichiatrico è stata ristrutturata e dal 2004 è sede del Dipartimento di Fisica.